# 41 Armia Ogólnowojskowa
41 Armia Ogólnowojskowa odznaczona Orderem Czerwonego Sztandaru (ros. 41-я общевойсковая Краснознамённая армия) – związek operacyjny Armii Czerwonej z okresu II wojny światowej, dzisiaj w składzie Sił Zbrojnych Federacji Rosyjskiej.

## 41 Armia ZSRR
Została utworzona w maju 1942 na Froncie Kalinińskim, na bazie szeregu grup operacyjnych. Początkowo obejmowała 17 Gwardyjską, 134, 135, 179 i 234 Dywizje Strzeleckie, dwa Samodzielne Gwardyjskie Dywizjony Moździerzowe i szereg innych jednostek. 
Do listopada 1942 wojska Armii broniły rubieże na zachód i południowy zachód od miasta Biełyj, a następnie do marca 1943 prowadziły działania przeciwko rżewsko-wiaziemskiej grupie wojsk przeciwnika. W marcu armia uczestniczyła w operacji rżewsko-wiaziemskiej 1943. Na początku kwietnia 1943 dowództwo 41 Armii zostało skierowane do utworzenia Frontu Rezerwowego, a wojska zostały przeniesione do innych armii. 

### Dowódcy 41 Armii
- generał major Gierman Tarasow (maj - grudzień 1942);
- generał major Iwan Managarow (grudzień 1942 - marzec 1943)[1].

## 41 Armia  Sił Zbrojnych FR
25 lutego 2022 roku 41 Armia uderzyła z terenu Rosji przez Konotop w kierunku na Kijów.

### Struktura organizacyjna
W momencie ataku na Ukrainę:
- dowództwo armii
- 35 Gwardyjska Stalingradzko-Kijowska  Brygada Zmechanizowana
- 74 Gwardyjska Zwienigrodzko-Berlińska Brygada Zmechanizowana
- 55 Zmotoryzowana Brygada Piechoty Górskiej